# Tin Tin Out
Tin Tin Out é um grupo britânico de DJ's, cantores e produtores composta por Darren Stokes e Lindsay Edwards.

## Discografia

### Álbuns
- 1998: Always
- 1999: Eleven to Fly

### Singles
| Ano  | Single                                                   | Posições | Posições | Posições | Posições        | Posições | Álbum                            |
| Ano  | Single                                                   | UK       | CAN      | EUA      | EUA Chart Dance | BRA      | Álbum                            |
| ---- | -------------------------------------------------------- | -------- | -------- | -------- | --------------- | -------- | -------------------------------- |
| 1994 | "The Feeling" (feat. Sweet Tee)                          | 32       | –        | –        | –               | –        | Always                           |
| 1995 | "Always (Something There to Remind Me)" (feat. Espiritu) | 14       | –        | –        | –               | –        | Always                           |
| 1997 | "All I Wanna Do"                                         | 31       | –        | –        | –               | –        | Always                           |
| 1997 | "Dance with Me" (feat. Tony Hadley)                      | 35       | –        | –        | –               | –        | Always                           |
| 1997 | "Strings for Yasmin"                                     | 30       | –        | –        | –               | –        | Always                           |
| 1998 | "Here's Where the Story Ends" (feat. Shelley Nelson)     | 7        | –        | –        | 15              | –        | Always                           |
| 1998 | "Sometimes" (feat. Shelley Nelson)                       | 20       | –        | –        | –               | –        | Eleven to Fly                    |
| 1998 | "What Can I Do" (feat. The Corrs)                        | 3        | –        | –        | –               | –        | Talk on Corners: Special Edition |
| 1999 | "Runaway" (feat. The Corrs)                              | 2        | –        | –        | –               | –        | Talk on Corners: Special Edition |
| 1999 | "Eleven to Fly" (feat. Wendy Page)                       | 26       | –        | –        | –               | –        | Eleven to Fly                    |
| 1999 | "What I Am" (feat. Emma Bunton)                          | 2        | 3        | 36       | –               | 7        | Eleven to Fly                    |
| 2000 | "Anybody's Guess" (feat. Wendy Page)                     | –        | –        | –        | –               | –        | Eleven to Fly                    |

### Remixes Produzidos
- 1994: TLC – "Creep"
- 1994: D:Ream – "Blame it on Me"
- 1995: Erasure – "Fingers & Thumbs (Cold Summer's Day)"
- 1995: Pet Shop Boys – "Paninaro"
- 1995: Marc Almond – "The Idol"
- 1996: Technotronic – "Pump Up the Jam"
- 1996: Olive – "You're Not Alone"
- 1997: Erasure – "Oh L'amour"
- 1997: Chumbawamba – "Tubthumping"
- 1998: Sash! – "Mysterious Times"
- 1998: Vengaboys – "We Like to Party", "Up & Down"
- 1999: Duran Duran – "Electric Barbarella", "Girls on Film"
- 1999: Lene Marlin – "Sitting Down Here"
- 1999: The Corrs – "What Can I Do"
- 2000: Sting – "After the Rain Has Fallen"
- 2000: Whitney Houston & Enrique Iglesias – "Could I Have This Kiss Forever"
- 2000: The Pretenders – "Human"
- 2001: Faith Hill – "There You'll Be"
- 2001: Emma Bunton – "Take My Breath Away"
- 2003: Simply Red – "Home"